# William Mills

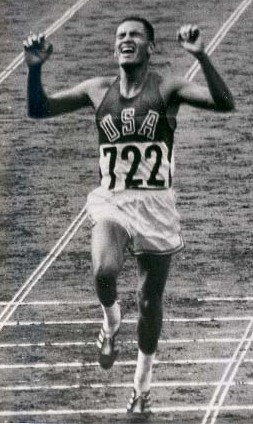
William Mills

William Mervin „Billy” Mills (* 30. června 1938 Pine Ridge, Jižní Dakota) je bývalý americký atlet, běžec na dlouhé tratě, olympijský vítěz v běhu na 10 000 metrů z Letních olympijských her v Tokiu v roce 1964.
Pochází z indiánského kmene Dakotů. Jiná jména: Makata Taka Hela, Makoce Teh'la. Po Jimu Thorpe jde o druhého Indiána v historii, který se stal olympijským vítězem. Jeho vítězství v Tokiu v roce 1964 se považuje za jednu z největších senzací v historii olympijských her.
Vyrůstal v rezervaci Pine Ridge, absolvoval univerzitu v Kansas City, kde využil stipendium pro sportovce. Poté narukoval do Americké armády, sloužil u námořní pěchoty. Během olympiády v Tokiu měl hodnost poručíka.
Na letních olympijských hrách 1964 v Tokiu startoval v běhu na 10 000 metrů a v maratonu. Finále na desetikilometrové trati bylo v režii světového rekordmanna Rona Clarka z Austrálie, jehož tempu dvě kola před koncem stačili pouze Mohammed Gammoudi z Tunisu a Mills. 400 metrů před cílem se dostal do čela Tunisan a odrážel Clarkův nápor. V cílové rovince nečekaně oba favority přespurtoval ve vnitřní dráze Mills. Vítězný čas 28:24,4 znamenal nejen olympijský rekord, ale především zlepšení jeho osobního rekordu o 50 sekund. V olympijském maratonu o několik dní později obsadil 14. místo.
V roce 1965 vylepšil rekord USA v běhu na 10 000 metrů na 28:17,5 a vytvořil také světový rekord na méně vypisované trati 6 mil časem 27:11,6.